# Hebel-Gymnasium Schwetzingen
Das Hebel-Gymnasium Schwetzingen (HGS) ist ein allgemeinbildendes Gymnasium im baden-württembergischen Schwetzingen. Benannt ist es nach dem badischen Mundartdichter Johann Peter Hebel, der in Schwetzingen verstarb.

## Geschichte
Das Gebäude wurde 1842 errichtet. 1845 erfolgte die Einrichtung einer Gewerbeschule in Kooperation mit der bereits seit 1846 bestehenden Höheren Bürgerschule. Diese wurde 1853 aufgelöst. Ab 1860 wurde als Übergang eine erweiterte Volksschule geschaffen und 1868 eine neue, vierklassige Höhere Bürgerschule eingerichtet, die im Gebäude der Friedrichschule in der Straße Kleine Planken eine neue Heimat fand. Ab 1903 fanden weitere Umwandlungen statt. Zunächst im Jahr 1903 in ein sechsklassiges Realgymnasium, 1904 in eine Realschule, nach einem Umzug in die Moltkestraße 1923 in eine Oberrealschule sowie 1930 in ein Realgymnasium. Dieses erhielt zunächst den Namen Hebelschule und seit 1954 Hebel-Gymnasium. 1963 erfolgte der Umzug in den 1961 begonnenen Neubau in der Goethestraße. Seit 2004 ist die Schule ein achtjähriges Gymnasium (G8).

## Profil und Besonderheiten
Das Hebel-Gymnasium ist heute eine „offene Ganztagsschule“ mit der Möglichkeit eines Bildungs- und Betreuungsangebotes für Schüler an mindestens drei Wochentagen mit täglich mindestens sieben Zeitstunden.
Bei der Anmeldung für die 5. Klasse haben die Schüler die Wahl zwischen Latein und Französisch als zweiter Fremdsprache (nach Englisch an der Grundschule). Das Gymnasium verfügt zudem über eine Gesangsklasse, die die Klassenstufen 5 bis 7 umfasst. Ab der 8. Klasse wird zum einen ein sprachliches Profil mit Spanisch als dritter Fremdsprache und zum anderen ein naturwissenschaftliches Profil mit dem Fächerverbund Informatik, Mathematik und Physik (IMP) angeboten.
Das Hebel-Gymnasium ist als MINT-freundliche Schule ausgezeichnet. Seit 2012 nimmt es zudem als „Courage-Schule“ an der Initiative Schule ohne Rassismus – Schule mit Courage teil. Des Weiteren kooperiert das Hebel-Gymnasium als Partnerschule mit dem Haus der Astronomie  in Heidelberg.
Seit 2009 ist eine Zweigstelle der Stadtbibliothek Schwetzingen im Gebäude des Hebel-Gymnasium untergebracht.

## Persönlichkeiten

### Ehemalige Schüler
- Lothar Gaa (1931–2022), Politiker, Rechtsanwalt und Kirchenmusiker, Abitur 1951
- Bernhard Askani (1937–2003), Geschichtsdidaktiker und Schulbuchautor, Abitur 1956
- Klaus Oettinger (* 1937), Germanist und Literaturhistoriker, Abitur 1956
- Hans Leciejewski (1944–2017), Basketball- und Handballspieler sowie Sportfunktionär
- Tim Cole (* 1950), Internet-Publizist, Kolumnist und Autor
- Thomas Wagner (* 1955), Journalist und Hochschullehrer, Abitur 1975
- Andre Baumann (* 1973), Biologe und Staatssekretär, Abitur 1993